# 長谷川亮一 (ゲームクリエイター)
長谷川 亮一（はせがわ りょういち、1969年1月28日 - ）は、日本のゲームクリエイター、ローカライザー。
元SIEローカライズ責任者、ハチノヨンシニアローカライズマネージャー。別名義として『Talking Moon』を用いることもある。

## 略歴
東京都町田市生まれ。東京都立成瀬高等学校を経てウェストバージニア大学卒業。子供の頃からゲームが好きで、ゲームセンターのアーケードに熱中していたという。

### セガ時代(第一期)(1992-1998)
1992年9月に帰国し、アルバイト誌で『ソニック・ザ・ヘッジホッグ2』（以下、ソニック2）のテスター募集に応募したところ採用され、同年、株式会社セガ入社。
ところが、ソニック2の開発元がアメリカのSEGAテクニカル・インスティテュート（STI）であったため報告書を英語で送る必要があり、デバッグチーム内で唯一バイリンガルだった長谷川はテスター兼翻訳者としての役割を果たしていた。
そんな中、上司に「長谷川君、コレのローカライズやってみない？」と言われ『エコーザドルフィン』のローカライザー就任。そのことを皮切りに『Power Ranger』、『ナイトトラップ』などの欧米を中心にリリースされていたセガサターン、メガドライブ向けの30を超えるタイトル
のローカライズを担当したほか、ＳＳ『バーニングレンジャー』やＡＣ『デイトナUSA2』では、テーマ曲の英語詞の作詞を行った。

### ソニー・コンピュータエンタテインメント時代(1998-2007)
1998年セガ退社後、SCE - ソニー・コンピュータエンタテインメント（現：SIE）入社。ローカライズセクション セクションマネージャーとして従事。PlayStation向け『クラッシュ・バンディクー』や『スパイロ・ザ・ドラゴン』『ラチェット＆クランク』など多数作品のローカライザーを歴任。
プロデューサーにローカライズにおいて最も重要なことは言語なのか？難しさなのか？市場の大きさなのか？と聞かれた際、「データ容量」であると答えた。

### セガ時代(第二期)（2007-2012）
2007年にはセガに復帰し、ローカライズ部門のセクションマネージャーとして組織運営とプロジェクト統括を行う。PlayStation Network向け『Crazy Taxi』ではプロデューサーとしてクレジットされている。

### DeNA時代（2012-）
2012年2月、DeNAに入社。スマートフォン／ソーシャルゲーム向けタイトルのローカライズプロデューサーとして、日本語対応プロジェクトを多数指揮。
単なる翻訳にとどまらず、UI/UX調整、カルチャライズ対応など、ソーシャルゲームの環境に応じた体制構築を行った。
セガ時代の経験を活かし、現地市場に自然に溶け込む翻訳表現や、ユーザー体験を損なわない言語設計を導入。モバイルゲーム市場における高品質なローカライズのモデルケースを作った。

### CROOZ時代（2012年11月 - 2014年8月）
2012年11月、モバイルゲーム開発を手がけるCROOZ株式会社に入社。ソーシャルゲームのグローバル展開におけるローカライズプロデューサーとして従事した。
この時期、IGDA日本のSIG-Glocalization副世話人としての活動も継続し、GDC（Game Developers Conference）、CEDEC（CESA Developers Conference）などの国際・国内カンファレンスに登壇。

### Riot Games Japan時代（2014年–2018年）
2016年、Riot Games Japanにローカライズマネージャーとして入社。代表作『League of Legends』や『VALORANT』などのローカライズを統括し、英語圏開発元と日本市場の橋渡し役を担った。
テキスト翻訳だけでなく、公式動画の字幕監修やなど、ゲーム外コンテンツにも対応。日本独自のカルチャーやユーザー文脈に応じた調整・表現を重視した。

### SIE再復帰後（2018年–）
2018年以降、SIEに復帰。ローカライズ部門のマネージャーとして、PlayStation Studiosおよびサードパーティタイトルのローカライズ統括を担う。
『ゴッド・オブ・ウォー』『Horizonシリーズ』『The Last of Us』などAAAタイトルにおいて、各国ローカルチームとの協働体制を構築。単なる翻訳管理にとどまらず、音声収録ディレクション、文化監修、国際版シナリオとの整合性確認など、多面的なローカライズを推進。

## 人物
- SEGA入社当時のTOEICスコアでは935点をマークしている。[14]
- アメリカ留学中、ゲームセンターの仲間からSEGAというニックネームで親しまれており、（苗字の英語表記HASEGAWAから）のちのSEGAの入社面接でその話をしたところ採用された。[15]
- セリフが少ない役では自らボイスの吹き替えを行うこともある。[16]
- 「16ビット時代から現在まで、どのゲーム機が一番好きですか？」という質問に対しては、PCエンジン（TurboGrafx）と答えている。[17]
- PlayStation 3向けソフト「Formula One Championship Edition」制作時に鈴鹿サーキットで行われたセッションに参加した際、その年のドライバー全員にサインを求めるほどカーレースへの趣向が深い。[18]
- 日々のルーティーンとして毎日散歩をしている。